# WFMT
Koordinaten: 41° 52′ 44,4″ N, 87° 38′ 9,6″ W
WFMT (Chicago's Fine Arts Station) ist ein US-amerikanischer Hörfunksender in Chicago, Illinois, der klassische Musik und Kulturprogramme sendet. Die Station wird von Window To The World Communications, Inc. (WTTW) gemanagt. WTTW ist der Betreiber eines der beiden Chicagoer öffentlich-rechtlichen Fernsehsendern des  Public Broadcasting Service (PBS). Der Sender ist das Flaggschiff des WFMT Radio Networks sowie des Beethoven- und Jazz-Networks. Etliche Produktionen werden in den Public Radio Exchange (PRX) eingespeist.

## Geschichte
Die Station ging am 13. Dezember 1951 damals unter dem Rufzeichen WOAK auf Sendung. 
Für den Sender arbeiteten im Laufe seiner Geschichte eine Reihe von berühmten Kulturschaffenden. Der Autor, Theater- und Filmregisseur Mike Nichols kam als Student der University of Chicago 1952 zu dem Sender. Nichols startete das Folk-Programm The Midnight Special 1953. Die Show wird seit dem wöchentlich auf WFMT gesendet. Moderiert wird sie nach wie vor von Rich Warren.
Ungewöhnlicherweise ist WFMT seit 1980 Gast-Mitglied der Europäischen Rundfunkunion.
Die Station wurde 1984 mit dem Peabody Award ausgezeichnet. In der Kategorie „Institutional Award“ gewann der Sender für sein von Raymond Nordstrand moderiertes Kunst-Programm den Preis.

## Empfang
WFMT sendet in Chicago auf UKW 98.7 MHz mit 6kW auch in HD-Radio, sowie per Livestream weltweit.